# Hans Adam 2. af Liechtenstein
Fyrst Hans Adam 2. af og til Liechtenstein (født 14. februar 1945) er den nuværende fyrste af Liechtenstein siden 1989. Han tiltrådte ved sin fader, fyrst Franz Josef 2.'s død i 1989. Siden 2004 har han overladt regeringen af landet til sin ældste søn, arveprins Alois, som prinsregent.
Han var gift med fyrstinde Marie (1940–2021), født som grevinde Kinsky af Wchinitz og Tattau, med hvem han fik fire børn. 

## Biografi
Hans Adam blev født den 14. februar 1945 i Zürich i Schweiz som den ældste søn af Fyrst Franz Joseph 2. og Fyrstinde Gina af Liechtenstein. Hans far var tiltrådt som fyrste af Liechtenstein i 1938 ved sin barnløse grandonkel, Fyrst Franz 1.'s død, og Hans-Adam var derfor arveprins fra fødslen.
I 1969 færdiggjorde Hans-Adam en uddannelse i erhvervsøkonomi ved Universitetet i St. Gallen.
I 1989 overlod Fyrst Franz Joseph 2. den daglige regering af fyrstendømmet til sin ældste søn, idet han dog formelt forblev statsoverhoved og beholdt titlen som fyrste. Hans Adam efterfulgte formelt sin far som fyrste af Liechtenstein ved dennes død den 13. november 1989.

## Personlig formue
Fyrst Hans-Adam ejer LGT bankgruppen og har en personlig formue på mere end £ 2 milliarder. Han ejer en omfattende kunstsamling, som han har udstillet på Liechtenstein Museum i Wien. I december 2006 blev han opgivet som værende et af de rigeste statsoverhoveder i verden.